# Ваља Агришулуј (Клуж)
Ваља Агришулуј (рум. Valea Agrișului) насеље је у Румунији у округу Клуж у општини Јара. Oпштина се налази на надморској висини од 521 m.

## Становништво
Према подацима из 2002. године у насељу је живело 26 становника, од којих су сви румунске националности.